# طريق أبي بكر الصديق (الرياض)
طريق أبي بكر الصديق، هو أحد طرق مدينة الرياض ويتجه للإتجاهين شمال وجنوب، يبدأ من ميدان الأمير سطام في قاعدة الرياض الجوية كامتداد لطريق طريق صلاح الدين الأيوبي حتى نهاية مدينة الرياض من الشمال، ويمتد طول طريق أبي بكر الصديق بمسافة تقارب (29) كم.
ومن أهم المعالم على هذا الطريق:
- مجمع الأمير سلطان التعليمي.
- جامعة الأمير سلطان.
- ممشى طريق الملك عبد الله.

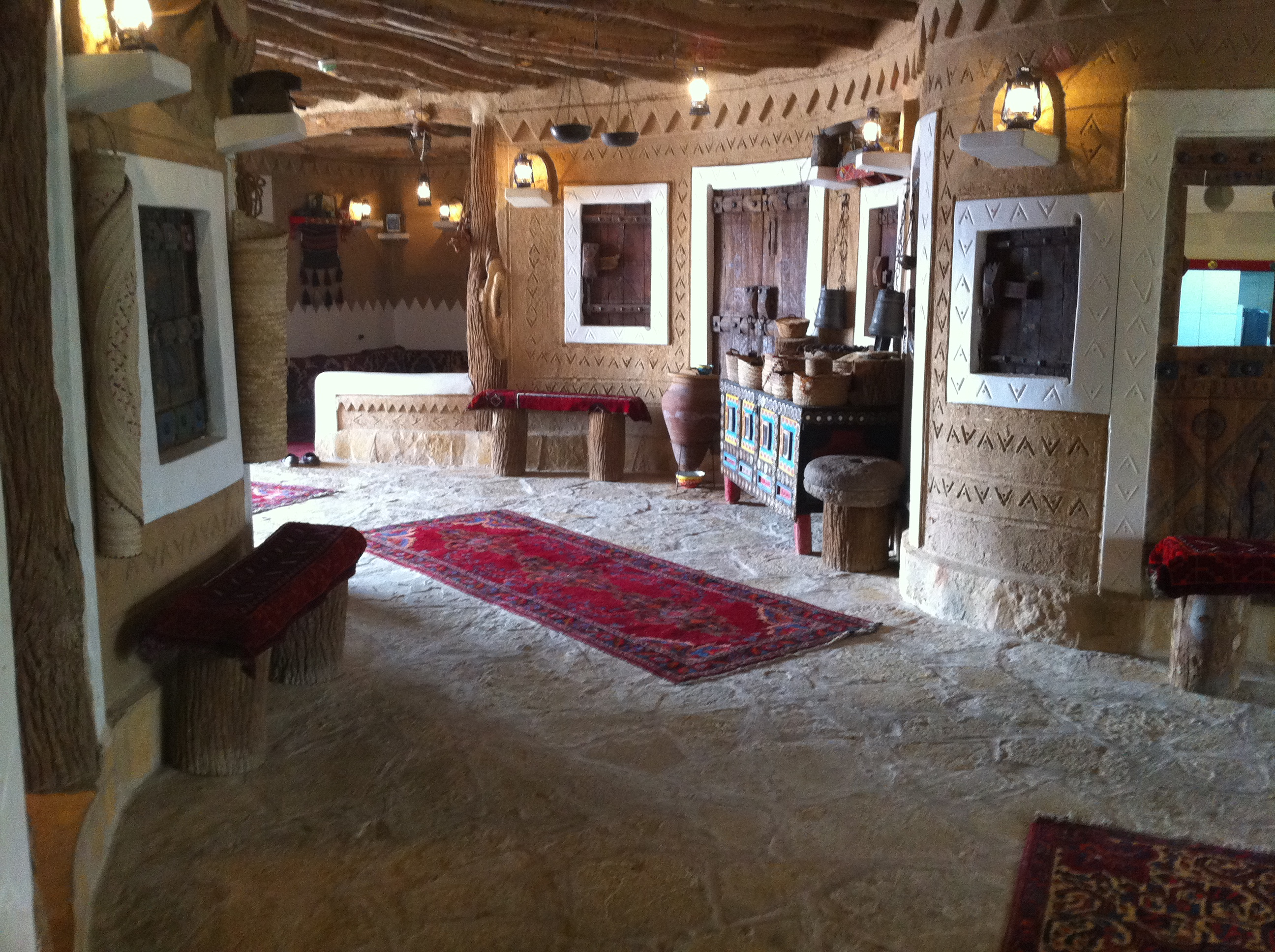
مطعم القرية النجدية بطريق ابي بكر الصديق، حي الواحة، الرياض

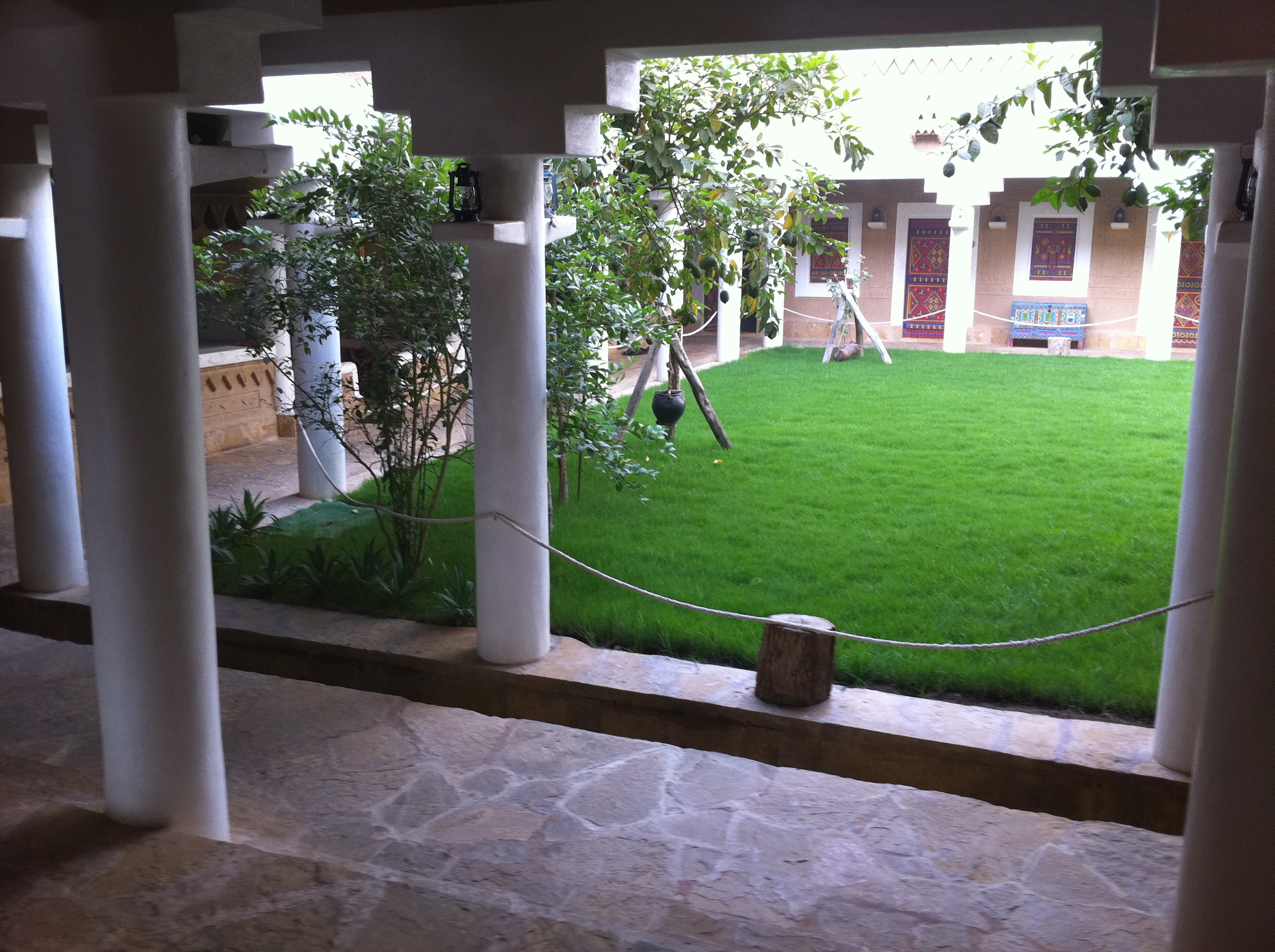
مطعم القرية النجدية بطريق ابي بكر الصديق، حي الواحة، الرياض

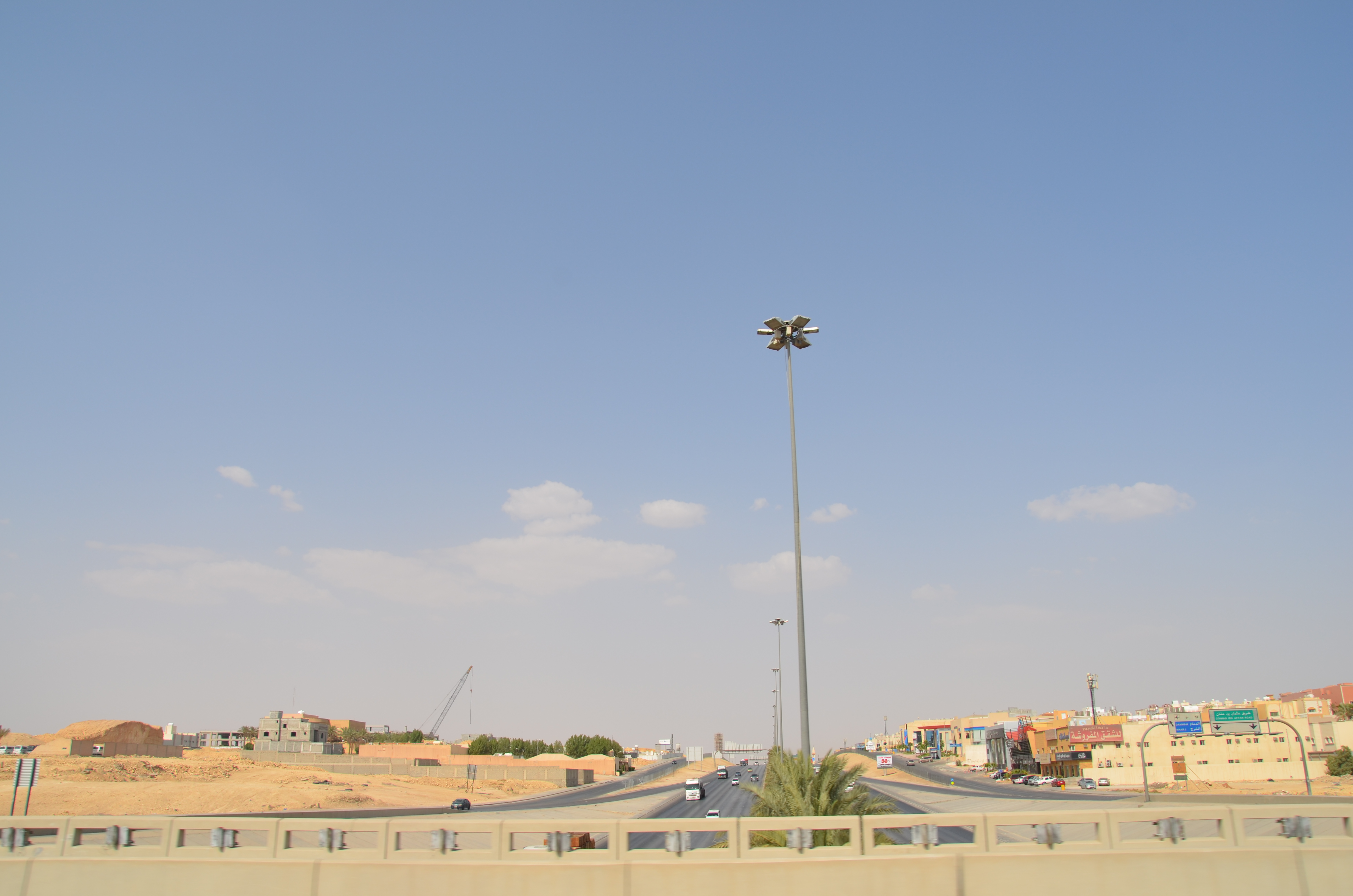
مخرج رقم 6, تقاطع طريق ابي بكر الصديق مع الدائري الشمالي

- ممر الزهور الذي يقام عليه مهرجان الزهور سنويا.

ويتقاطع الطريق مع كل من الطرق التالية:
- طريق العروبة.
- شارع رفحاء.
- طريق الملك عبد الله.
- طريق الأمير مقرن بن عبد العزيز.
- طريق الإمام سعود بن عبد العزيز بن محمد.
- الطريق الدائري الشمالي.
- طريق التخصصي.
- طريق صلاح الدين الأيوبي.